# Oswaldo Cruz-kupa
A Oswaldo Cruz-kupa vagy Taça Oswaldo Cruz egy labdarúgókupa volt Brazília és Paraguay válogatottjai között. 1950 és 1976 között 8 alkalommal került megrendezésre.

## Kupadöntők
| Év   | Győztes  | Második  | Eredmény | Helyszín                 |
| ---- | -------- | -------- | -------- | ------------------------ |
| 1950 | Brazília | Paraguay | 2–0 3–3  | Rio de Janeiro São Paulo |
| 1955 | Brazília | Paraguay | 3–0 3–3  | Rio de Janeiro São Paulo |
| 1956 | Brazília | Paraguay | 2–0 5–2  | Asunción                 |
| 1958 | Brazília | Paraguay | 5–1 0–0  | Rio de Janeiro São Paulo |
| 1961 | Brazília | Paraguay | 2–0 3–2  | Asunción                 |
| 1962 | Brazília | Paraguay | 6–0 4–0  | Rio de Janeiro São Paulo |
| 1968 | Brazília | Paraguay | 4–0 0–1  | Asunción                 |
| 1976 | Brazília | Paraguay | 1–1 3–1  | Asunción Rio de Janeiro  |

*H.u. – Hosszabbítás után

### Győzelmek száma
| Csapat   | Győzelmek | Győztes évek                                   |
| -------- | --------- | ---------------------------------------------- |
| Brazília | 8         | 1950, 1955, 1956, 1958, 1961, 1962, 1968, 1976 |